# Lac Sassamaskin
Le lac Sassamaskin, jusqu'en 2024 le lac Saint-Thomas, est un plan d'eau douce situé dans le canton de Polette, dans le territoire non-organisé du Lac-Normand, dans la municipalité régionale de comté (MRC) de Mékinac, dans la région administrative de la Mauricie, au Québec, au Canada.
Depuis le milieu du XIXe siècle, la foresterie a été la principale activité économique du secteur, principalement à cause de ses essences d'arbre et de sa proximité avec la rivière Saint-Maurice, facilitant le transport des billes de bois par flottaison. Particulièrement au XXe siècle, les activités récréo-touristiques ont été mises en valeur. La surface du lac est généralement gelée de novembre à avril ; néanmoins, la période de circulation sécuritaire sur la glace est habituellement de la mi-décembre à la fin mars.

## Géographie
Le lac Sassamaskin a une superficie de 4,55 km2 et comprend 21 îles. Il est situé au nord de la réserve faunique du Saint-Maurice et reçoit ses eaux du lac du Camp, du lac de la Guignette, du lac du Mésangeai et du lac du Gros-Bec. Il se déverse ensuite dans le ruisseau Sassamaskin vers la rivière Saint-Maurice.

## Toponymie
Plusieurs hypothèses expliquent l'origine du lac Sassamaskin, la principale étant « lieu où on adopte une position accroupie ». En Atikamekw cacanickin signifie « se baisser » et l'équivalent en algonquin camackikan. Ce nom pourrait faire référence à l'action de s'accroupir pour récolter des petits fruits, ou bien de se mettre en embuscade. Une autre hypothèse suggère que Sassamaskin signifie « lac Marécageux ». Il y a aussi la traduction « peu profond » qui a été proposé, de sattamoshké.
Le lac Saint-Thomas aurait été béni nommé en 1651 par Jacques Buteux en l'honneur de son interprète Thomas Godefroy de Normanville (vers 1610-1652). Arrivé en Nouvelle-France en 1626, il a vécu parmi les Amérindiens entre 1629 à 1632 durant l’occupation de Québec par les Britanniques. Il s'installe ensuite à Trois-Rivières. Il offrait sa connaissance de l'algonquin, de l'iroquois et peut être du huron aux autorités de la colonie. Il a été capturé trois fois par les Iroquois, soit en 1641, en 1648 et en 1652. Il s'échappa les deux premières fois, et il fut tué lors de la troisième. En 1651, il accompagnait le père Buteux et trois autres Français le long du Saint-Maurice jusqu'au territoire des Attikameks. Certains historiens croient que le lac béni en 1651 au nom de saint Thomas se trouve plutôt au nord de La Tuque.
Le lac avait été nommé une première fait lac Sassamaskin en décembre 2017 par la commission de toponymie, à la suite des démarches de Denis Adams avec l'appui du Conseil de la Nation atikamekw et de la ville de La Tuque. À la suite de la contestation de la réserve faunique du Saint-Maurice, il a repris le nom de lac Saint-Thomas en mars 2018, le nom de lac Sassamaskin étant donné à une partie du lac. Le lac est encore renommé lac Sassamaskin en décembre 2024.